# Monrak Transistor
Monrak Transistor é um filme de drama tailandês de 2001 dirigido e escrito por Pen-Ek Ratanaruang. Foi selecionado como representante da Tailândia à edição do Oscar 2002, organizada pela Academia de Artes e Ciências Cinematográficas.

## Elenco
- Supakorn Kitsuwon - Pan
- Siriyakorn Pukkavesh - Sadao
- Black Phomtong - Yot
- Somlek Sakdikul - Suwat
- Porntip Papanai - Dao
- Ampon Rattanawong - Siew